# Эрнандес, Пабло
Па́бло Эрна́ндес Доми́нгес (исп. Pablo Hernández Domínguez; род. 11 апреля 1985, Кастельон-де-ла-Плана) — испанский футболист, вингер.

## Клубная карьера
Пабло Эрнандес — уроженец Кастельона, воспитанник местного футбольного клуба. Одарённого полузащитника взяли на заметку скауты «Валенсии» и в 2003 году Эрнандес стал игроком молодёжной команды «летучих мышей», в сезоне 2005/06 сыграл свой первый матч в основной команде клуба. Следующий сезон Эрнандес провёл в аренде в клубе Сегунды «Кадис», а по окончании его, в рамках сделки по приобретению «Валенсией» Алексиса, перешёл в «Хетафе»; по условиям договора «Валенсия» могла по окончании сезона вернуть игрока. Первоначально возвращать футболиста не планировалось, однако уверенная игра Эрнандеса, попавшего в поле зрения тренеров национальной сборной заставила руководство команды пересмотреть своё решение: в 2008 году Пабло Эрнандес вернулся в «Валенсию», заключив с клубом 6-летний контракт.
В августе 2012 года Пабло Эрнандес покинул испанский чемпионат, подписав контракт с «Суонси Сити». Для валлийского клуба эта сделка стала рекордной в его истории: трансфер испанского полузащитника обошёлся «Суонси» в £ 5,55 млн.
15 июля 2014 года Эрнандес подписал трехлетний контракт с катарским клубом «Аль-Араби». Гонорар был неизвестен, но предполагалось, что он будет ниже суммы, уплаченной «Суонси» «Валенсии» за его услуги двумя годами ранее.
Эрнандес вернулся в Испанию 31 августа 2015 года, подписав годичное арендное соглашение с «Райо Вальекано».

## Карьера в сборной
Пабло Эрнандес был в расширенном списке кандидатов в национальную сборную на чемпионат Европы 2008 года, но в итоге оказался в числе отсеянных. Следующий вызов в сборную полузащитник «Валенсии» получил перед Кубком конфедераций, когда тренерам национальной команды понадобился игрок, способный заменить травмированного Андреса Иньесту.
21 июня 2009 года Пабло Эрнандес дебютировал в сборной Испании, на 60-й минуте матча между сборными Испании и ЮАР, выйдя на поле вместо своего одноклубника Давида Вильи.
18 ноября 2009 года Пабло Эрнандес забил свой первый гол за сборную — на его счету один из мячей сборной Испании в товарищеском матче со сборной Австрии (матч закончился со счётом 5:1 в пользу испанцев).

## Достижения

### «Валенсия»
- Бронзовый призёр чемпионата Испании: 2009/10, 2010/11, 2011/12

### Суонси Сити
- Обладатель Кубка лиги: 2012/13